# XIII. století
XIII. století je česká hudební skupina. Svou hudbu charakterizuje jako gothic rock a podle rozhovorů s frontmanem Petrem Štěpánem se XIII. století distancuje od jakéhokoliv spojování s tvorbou či zaměřením skupin označujících se jako „metalgotické“, „doomgotické“, apod.. Vznikla roku 1990 z punkové kapely HNF (Hrdinové nové fronty) a své první album Amulet vydali o dva roky později. Tato skupina je populární také v Polsku. V různých obměnách sestavy doposud natočila a vydala 10 řadových alb, 2 záznamy koncertů (Nocturno, Live in Berlin) a tři kompilace (Karneval, 2CD Ritual, 3CD Horizont události). Album Horizont události obsahuje mimo skladeb skupiny a nových skladeb Faust a Bohové na strojích i skladatelskou tvorbu Petra Štěpána – scénickou hudbu k divadelním hrám a elektronický projekt Hindenburg. U příležitosti oslav výročí pětadvaceti let fungování XIII. století 5. února 2016 vydalo studiové album s názvem Intacto. Dle slov Petra Štěpána by mělo Intacto být poslední studiovou deskou skupiny. 21. října 2016 vyšel desetialbový box, pojmenovaný Pandora. Exkluzivně k jeho vydání skupina v červnu téhož roku dodatečně ve studiu natočila dvě nové, bonusové skladby- Nový věk temnoty a Evropa.

## Historie XIII. století v letech
- 1991 – vznik skupiny
- 1992 – vychází album AMULET (s hity Justina a Růže a kříž)[4]
- 1993 – skupina natáčí album GOTIKA
- 1994 – vychází album GOTIKA (hity Macbeth, či Mystery Ana)
- 1995 – album NOSFERATU (hity Nosferatu is dead a Nevěsta temnot)
- 1996 – vychází album WEREWOLF (hit Transylvanian Werewolf)
- 1997 – natáčení výpravného videoklipu Transylvanian Werewolf
- 1998 – vychází album ZTRACENI V KARPATECH (hit Elizabeth)
- 1999 – XIII. století poprvé vystupuje na polském festivalu Castle Party
- 2000 – vychází album METROPOLIS (hit Fatherland)
- 2001 – 10 let výročí skupiny, vychází kompilace KARNEVAL
- 2002 – skupina se věnuje koncertní činnosti
- 2003 – XIII. století opět vystupuje na polském festivalu Castle party
- 2004 – vychází album VENDETTA (s titulním hitem Vendetta)
- 2005 – vydání prvního dema VAMPIRE SONGS z roku 1991 na CD
- 2006 – skupina nekoncertuje
- 2007 – XIII. století nyní tvoří pouze zakládající členové bratři Štěpánové
- 2008 – opětovné zahájení činnosti v novém obsazení, návrat na koncertní pódia
- 2009 – vychází album DOGMA (hity Katakomby a Prokletí domu slunečnic)[5]
- 2010 – XIII. století vystupuje v Moskvě, vychází live album NOCTURNO
- 2011 – 20 let výročí skupiny, vychází 2CD kompilace RITUAL
- 2012 – XIII. století vystupuje v Berlíně v legendárním klubu SO36
- Záznam koncertu vychází na DVD a CD pod názvem LIVE IN BERLIN
- 2013 – XIII. století je oceněno hudební cenou Břitva a uvedeno do Galerie legend
- Vychází 3CD HORIZONT UDÁLOSTI (hit Bohové na strojích)
- 2014 – skupina vystupuje na řadě domácích i zahraničních pódií
- 2015 – po sedmi letech je skupina opět ve studiu, kde natáčí nové album INTACTO
- 2016 – 25 let výročí skupiny, vychází album INTACTO[6] a desetialbový box PANDORA
- 2019 – v únoru skupina ve studiu nahrála dvě nové písně Frankenstein a Chaotica pro připravované album FRANKENSTEIN složené ze singlů, které dosud nebyly vydány na albech.[7] Album vyšlo 31. května 2019 ve formátech standardního CD a LP
- 2020 – dvojalbum Zahrada světel[8]
- 2024 – vychází album NOC VLKŮ

## Sestava

### Členové
- Petr Štěpán – zpěv, kytara, textař
- Pavel Štěpán – bicí
- Miroslav "Palda" Paleček – baskytara, zpěv
- Andrea Kožená – klávesy, zpěv

### Bývalí členové
- Jana Havlová – klávesy, zpěv
- Martin Soukup – baskytara
- Ollie Ryšavá – klávesy
- Jiří Šindelka – baskytara
- Marcel Novák – kytara
- Michal Kourek – kytara
- Petr Palovčík – baskytara
- Bedřich Musil – kytara
- Jindřich "Henry" Dostál – baskytara
- Kateřina Kameníková – klávesy, zpěv

## Diskografie
- Amulet (1992)
- Gotika (1994)
- Nosferatu (1995)
- Werewolf (1996)
- Ztraceni v Karpatech (1998)
- Metropolis (2000)
- Karneval (2001)
- Vendetta (2004)
- Vampire songs – tajemství gotických archivů (2005)
- Dogma (premiéra 30. dubna 2009)
- Nocturno (2010)
- Ritual (2011) 2CD Best of 1991 – 2011
- Live in Berlin (2012)[9]
- Horizont události (2013)
- Intacto (premiéra 5. února 2016)
- Pandora (box obsahující všech 10 vydaných studiových alb- premiéra 21. října 2016)
- Frankenstein (vyšlo 31. května 2019)
- Noc vlků (2024)